# Уку Пача

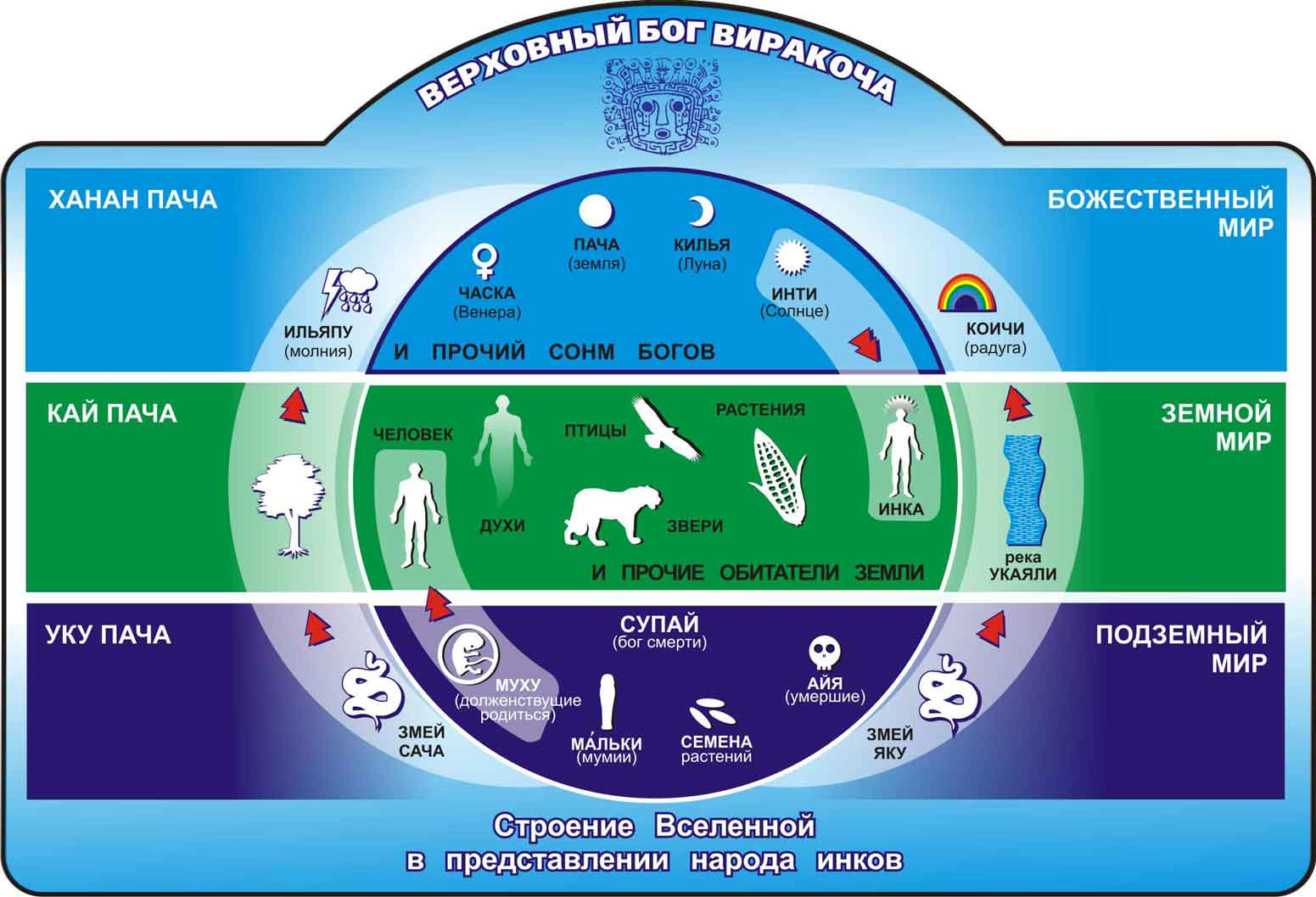
Космология инков. Три мира: Ханан Пача, Кай Пача, Уку Пача.

Уку Пача (кечуа Ukhu pacha) — в мифологии инков подземный, загробный мир, в котором обитают мёртвые и нерождённые люди и некоторые боги. По легенде располагается ниже земли и под водой, различные пещеры и земные разломы считались у инков ходами между Уку Пача и Кай Пача (земной мир).
Представления о загробном мире Уку Пача инки связывали с состоянием после употребление психоделиков: эйфорией и беспечностью. Несмотря на то, что мифология инков строилась на заимствовании различных аспектов у других племён, они отрицали возможность реинкарнации, и считали, что после смерти люди продолжают жить в этом сокрытом от живых мире.

### Обитатели
Помимо умерших и нерождённых в Уку Пача находятся и несколько мифических существ, наделённых сверхъественной силой.
Правителем Уку Пача является бог смерти и демонов Супай, он же хранитель дороги, по которой умершие уходили в Уку Пачу. По мифологии инков Супай мог проявить благосклонность к умирающим и не забирать их раньше времени.
Некоторые источники свидетельствуют о нахождении в Уку Пачу двух змей Сача и Яку, но подробной информации о них нет, возможно, они являются частью мифологии о змее Амару. В перуанских историях сохранилось множество интерпретаций мифа о громадном змее Амару, но большинство из них сходится в том, что он олицетворяет мудрость и власть и является проводником между мирами.

### Переход души в Уку Пача
После гибели тело покойного облачали в праздничный наряд и усаживали у входа в дом, чтобы желающие могли попрощаться. В знак траура женщины обрезали волосы и красили лицо в чёрный цвет, мужчины носили тёмную одежду, пелись песни и исполнялись ритуальные танцы, близким раздавались личные вещи погибшего. В день похорон умершего в позе эмбриона вместе с едой и дорогими ему вещами укладывали на шкуру животного и зашивали её. Погребение различалось в зависимости от места жительства общины, некоторые делали ниши в пещерах, другие выкапывали могилы, иногда даже общие.
Считалось, что тела покойных в будущем возвратятся новыми людьми. А души продолжат жить в незримом мире, куда отправлялись по волосяному мосту в сопровождении чёрных собак. Для удовлетворения нужд души в Уку Пача к месту погребения приносили дары и жертвоприношения.

### Влияние католицизма
Древняя мифология инков плохо изучена и передаётся из уст в уста в немногочисленных семьях с сохранёнными традициями. Серьёзное влияние на её преобразование оказал католицизм, который сблизил описание Уку Пача с христианским адом и преобразовал Супая в аналог Сатаны на основе схожести в описании: рога, клыки, хвост и копыта. С языка кечуа Supay переводится как «тень», вероятно, изначально он представлял собой обратную сторону мира и не являлся вселенским злом, которым описывается сейчас. Похожая ситуация произошла и с Амару, его связали со Змеем Искусителем, хотя их роли в мифологиях не похожи.